# ایسکوو، صربستان
ایسکوو (صربی: Isakovo یک روستا در صربستان است که در Pomoravlje District واقع شده‌است.
 ایسکوو  ۱٬۰۰۰+ نفر جمعیت دارد.